# Dessenheim
Dessenheim (Dassene in dialetto alsaziano)  un comune francese di 1 247 abitanti situato nel dipartimento dell'Alto Reno nella regione del Grand Est.

## Società

### Evoluzione demografica
Abitanti censiti